# Henicophaps
Henicophaps là một chi chim trong họ Columbidae.